# Paratrechina obscura
Paratrechina obscura är en myrart som först beskrevs av Mayr 1862.  Paratrechina obscura ingår i släktet Paratrechina och familjen myror.

## Underarter
Arten delas in i följande underarter:
- P. o. bismarckensis
- P. o. celebensis
- P. o. minor
- P. o. obscura
- P. o. papuana